# Hypertragulus
Hypertragulus es un género extinto perteneciente a la familia Hypertragulidae, del orden Artiodactyla, endémico de Norteamérica durante el Eoceno y Mioceno, que vivió hace 42—20.6 Ma y existió aproximadamente durante 21,4 millones de años.
Hypertragulus fue un rumiante primitivo, parecido a un pequeño ciervo, a pesar de que están más emparentados a los Tragulidaes modernos. Era frugívoro, es decir, que se alimentaba exclusivamente de fruta.

## Taxonomía
Hypertragulus fue asignado a Hypertragulidae por Edward Drinker Cope en 1873.

## Especies
Hypertragulus cuenta con once especies:
- H. calcaratus (anteriormente H. fontanus y H. tricostatus)
- H. chadronensis
- H. crawfordensis
- H. dakotensis
- H. heikeni
- H. hesperius
- H. minor
- H. minutus
- H. planiceps
- H. quadratus
- H. sequens

## Morfogía
Un espécimen de Hypertragulus fue examinado por M. Mendoza, C. M. Janis y P. Palmqvist según su masa corporal:
- 7,29 kg (16,07 lb).

## Distribución fósil
Se han encontrado fósiles en:
- Chihuahua, México.
- Formación de Cedar Creek, Condado de Logan, Colorado.
- Formación de Fort Logan, Condado de Meagher, Montana.
- Formación de Upper Pomerado Conglomerate, Condado de San Diego, California.
- Formación de Turtle Cove Member of the John Day, Condado de Grant, Oregón.